# Drillia dovyalis
Drillia dovyalis é uma espécie de gastrópode do gênero Drillia, pertencente a família Drilliidae.